# 克利特 (亞利桑那州)
克利特（英語：Cleator）是位於美國亞利桑那州亞瓦派縣的一個非建制地區。該地的面積和人口皆未知。

## 地理
克利特的座標為34°16′43″N 112°13′59″W / 34.27861°N 112.23306°W，而該地的平均海拔高度為1067米（即3501英尺）。